# Versend
Versend (horvátul: Vršenda; németül: Werschend, Wöschendorf) község Baranya vármegyében, a Bólyi járásban.

## Fekvése
Mohácstól nyugatra helyezkedik el, közvetlenül Bóly északi szomszédságában. A további szomszédos települések: észak felől Liptód, kelet felől Szajk, nyugat felől Monyoród, északnyugat felől pedig Máriakéménd.

### Megközelítése
A település kiváló közlekedési adottságokkal rendelkezik, mivel közvetlenül a belterületének déli szélén halad el a Mohácsról Pécsig vezető 57-es főút, és nem sokkal attól délebbre az M60-as autópálya, melynek csomópontja is van itt. A község központjába azonban csak az 56 116-os számú mellékút vezet be, mely kevéssel a 13. kilométere előtt ágazik ki az 57-es útból, északi irányban.
Bóly városával, és azon keresztül Villány, Siklós és Harkány térségével az 5701-es út köti össze – ennek az M60-assal alkotott kereszteződésénél létesült a sztráda itteni csomópontja is –; határszélét délkeleten érinti még a Szajk és Bóly közt húzódó 5714-es út is.

## Népesség
A település népességének változása:
| Lakosok száma | 911  | 899  | 910  | 919  | 918  | 885  | 897  | 874  |
|               | 2013 | 2014 | 2015 | 2019 | 2021 | 2022 | 2023 | 2024 |

A 2011-es népszámlálás során a lakosok 96,7%-a magyarnak, 52,9% cigánynak, 10,4% horvátnak, 6,2% németnek mondta magát (2% nem nyilatkozott; a kettős identitások miatt a végösszeg nagyobb lehet 100%-nál). A vallási megoszlás a következő volt: római katolikus 87,3%, református 1,4%, felekezeten kívüli 4,5% (5,6% nem nyilatkozott).
2022-ben a lakosság 93,6%-a vallotta magát magyarnak, 48,7% cigánynak, 12% horvátnak, 4,4% németnek, 0,3% szlováknak, 0,2% szerbnek, 0,1% románnak, 0,1% ruszinnak, 0,3% egyéb, nem hazai nemzetiségűnek (6,1% nem nyilatkozott; a kettős identitások miatt a végösszeg nagyobb lehet 100%-nál). Vallásuk szerint 74,9% volt római katolikus, 1,1% református, 0,6% görög katolikus, 0,1% ortodox, 0,2% egyéb keresztény, 0,9% egyéb katolikus, 5% felekezeten kívüli (17,2% nem válaszolt).

## Története
Ősi magyar település, mely az Árpád-korban már állt.
Nevét az oklevelek 1268-ban említik először Wirsindh néven, 1276-ban Wersund, 1288-ban Wersend, 1292-ben Versundyként írták. 1268-ban hercegi ember nevében tűnt fel. 1276-ban Tanch fia János ispán, - hűtlensége esetére leköti versendi szőlőjét urának, Óvári Konrádnak. 1276 és 1297 között nemesek lakták, 1288-ban baranyai várjobbágyok faluja volt.
A török hódoltság alatt az itt átvonuló csatározások miatt elnéptelenedett. Később német telepesek érkeztek a faluba.
2001-ben a lakosság 12,3%-a horvát, 28% cigány, 7,2% pedig német volt.

## Oktatás
A helyi általános iskolába a 2019/2020-as tanévben 106 diák járt.

## Közélete

### Polgármesterei
- 1990–1994: Harnisfőger Ádám (független)[8]
- 1994–1998: Körtési Károly (független)[9]
- 1998–2002: Körtési Károly (független)[10]
- 2002–2006: Körtési Károly (független)[11]
- 2006–2010: Körtési Károly (független)[12]
- 2010–2014: Kárász István (MSZP)[13]
- 2014–2019: Kárász István (független)[14]
- 2019−2024: Kárász István (független)[15]
- 2024−2024: Kovács György (ügyvivő alpolgármesterként)[16]
- 2024− : Páger Ferenc (független)[17]

Kárász István polgármesteri megbízatása 2024. március 14-én megszűnt, miután a Kúria jogerősen megállapította, hogy méltatlanná vált a posztjára; időközi polgármester-választást viszont már nem tarthattak a következő önkormányzati választás közeli időpontja miatt. Az átmeneti időszakban – a 2024. június 9-i választáson megválasztott új polgármester 2024. október 1-jei hivatalba lépéséig – ügyvivőként Kovács György alpolgármester jogkörébe került át a település vezetése.

## Nevezetességei
- Római katolikus templom